# Municipio de Choconut
El municipio de Choconut (en inglés: Choconut Township) es un municipio ubicado en el condado de Susquehanna en el estado estadounidense de Pensilvania. En el año 2000 tenía una población de 797 habitantes y una densidad poblacional de 15 personas por km².

## Geografía
El municipio de Choconut se encuentra ubicado en las coordenadas 41°57′00″N 75°59′29″O / 41.95000, -75.99139.

## Demografía
Según la Oficina del Censo en 2000 los ingresos medios por hogar en la localidad eran de $35,000 y los ingresos medios por familia eran $43,021. Los hombres tenían unos ingresos medios de $37,321 frente a los $19,219 para las mujeres. La renta per cápita para la localidad era de $16,726. Alrededor del 15,6% de la población estaban por debajo del umbral de pobreza.